# Problèmes environnementaux de l'Espagne
 (août 2025).

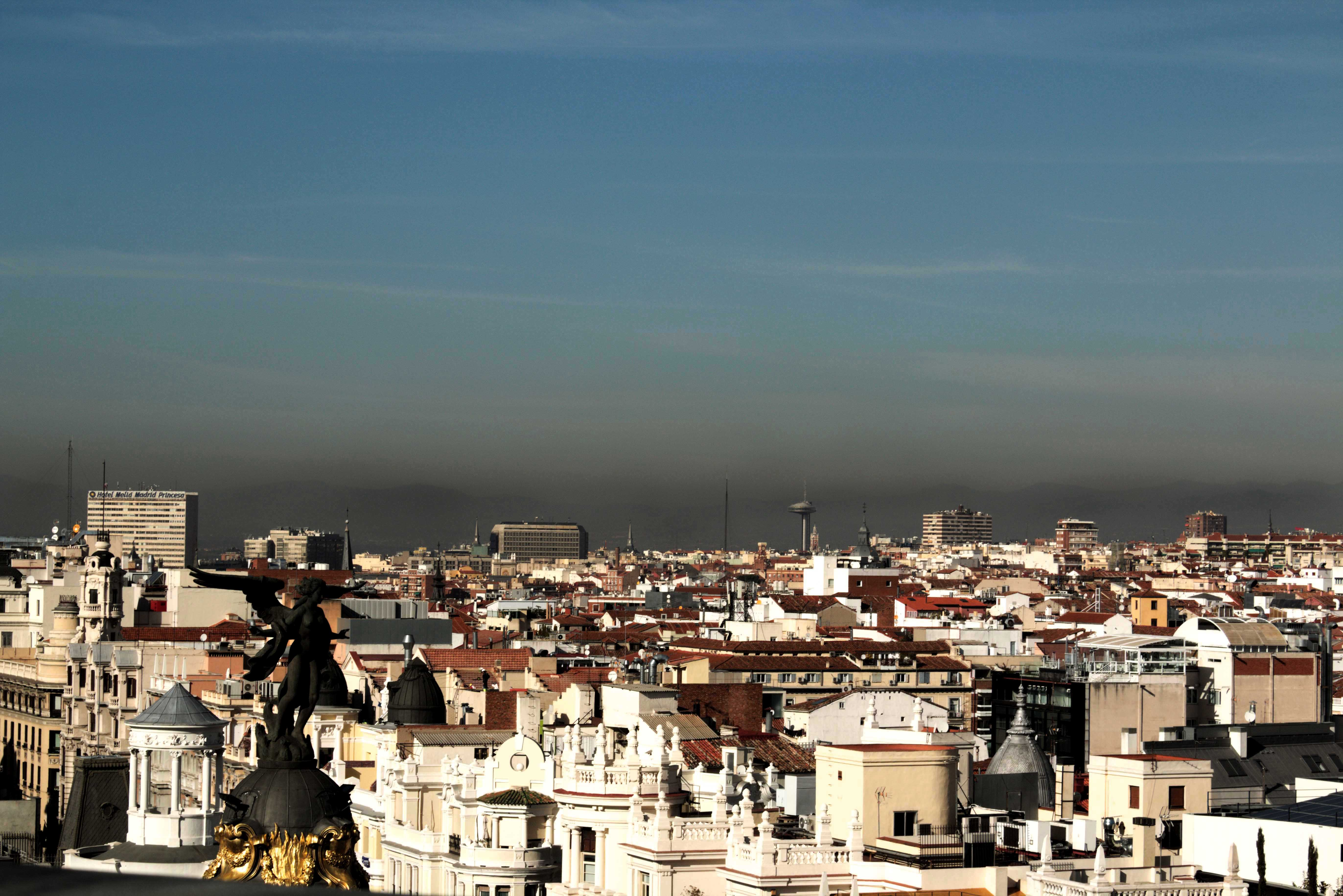
Pollution atmosphérique visible à Madrid.

Les principaux problèmes environnementaux de l'Espagne comprennent la pénurie d'eau avec l'augmentation de sa consommation; les incendies et la déforestation; l'extinction d'espèces endémiques — comme le lynx ibérique ou le phoque moine de Méditerranée —; la pollution et les émissions de dioxyde de carbone, la gestion du matériel résiduel et le changement climatique, qui affecte, entre autres, l'érosion des côtes et la désertification. Face à ces questions, l'administration nationale a proposé différentes initiatives pour diminuer les principaux agents polluants: la fermeture progressive des centrales électriques au charbon, les incitations au transport public, les énergies renouvelables et les véhicules électriques.
L'Espagne est considérée comme le pays le plus aride d'Europe, avec une distribution généralement rare et irrégulière des précipitations et une couverture végétale inférieure à celle d'autres nations du continent. Outre ces facteurs naturels, l'action humaine augmente les problèmes liés au manque de ressources hydriques ou à la déforestation par l'extension des terres agricoles et de l'usage de pesticides — présents dans tous les bassins fluviaux —, par la construction de routes et infrastructures ou par des incendies forestiers,. Les territoires les plus exposés au risque de désertification sont des zones de la côte Méditerranéenne, des zones de l'intérieur et les îles Canaries, à cause de l'agriculture intensive, l'élagage ou l'abandon de terres.
La dégradation des environnements naturels par action de l'être humain, l'intrusion d'espèces invasives et la chasse illégale ont provoqué la menace d'extinction de divers organismes de la région, parmi lesquels l'ours brun présent dans la Cordillère Cantabrique et les Pyrénées, la grenouille pyrénéenne endémique ou des oiseaux comme le gypaète. Le Catalogue Espagnol d'Espèces Exotiques Invasives se charge de réguler la flore et la faune considérées comme un agent de changement nuisible pour les écosystèmes nationaux. L'introduction de ces espèces peut être accidentelle, à travers le transport ou le commerce, ou bien intentionnelle par l'arrivée d'animaux de compagnie ou d'usage récréatif en chasse, pêche et jardinage.
En ce qui concerne la pollution, le pays est sujet à des problèmes dûs à la quantité de nitrates et autres substances nuisibles pour la santé dans les eaux souterraines à la suite des rejets urbains, outre des aspects tels que la présence de gaz à effet de serre dans l'atmosphère, les aérosols et les hydrocarbures. De la même manière, l'augmentation de résidus et les activités industrielles dérivent en pollution du sol, qui compte des éléments nocifs comme des métaux lourds et des huiles minérales.

## Pollution

### Résidus solides urbains
Parmi les résidus solides urbains d'Espagne se trouvent différents types de matériels classés selon la législation: verre, papier et carton, résidus organiques, plastique, textiles, bois, métaux et gravats. Les plus abondants sont la matière organique, avec 60% du total, suivis du papier et carton (13%) et des plastiques (10%). Pour leur toxicité, on considère comme résidus dangereux les huiles minérales, les batteries et les déchets électroniques, l'électroménager, les médicaments et d'autres produits chimiques, les piles et les ampoules de basse consommation. Entre 1994 et 2004 la production nationale de résidus urbains par personne a connu un accroissement de 42%, passant de 363 kg annuels à 502 kg. En 2019 les données recueillies ont montré une production annuelle de 483.7 kg de déchets par habitant, et dans le même temps les entreprises gestionnaires ont enregistré 22,8 tonnes ramassées sur le territoire. Des statistiques de la même année ont annoncé que 51,05% du total de résidus sont destinés à la décharge,.

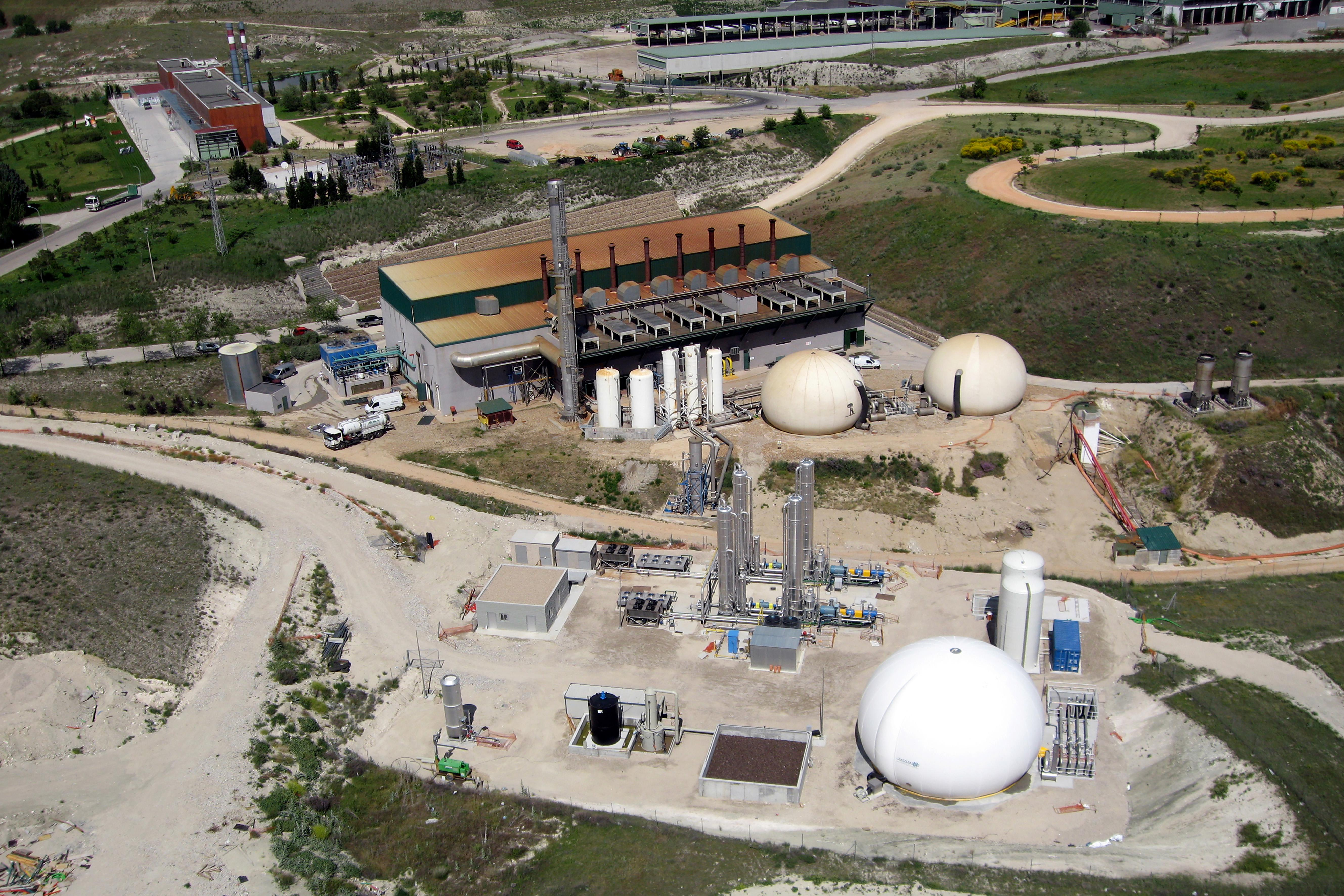
Vue de la décharge de Valdemingómez.

D'après le Ministère pour la Transition Écologique et le Défi Démographique, l'Espagne comptait, en 2018, 182 décharges municipales. La plupart sont concentrées dans la zone septentrionale du pays, dans les communautés autonomes de Navarre, Pays Basque, Aragon et Catalogne, avec une trentaine de sites chacune. D'autres régions comme Castille-et-Léon, la Communauté de Valence et l'Andalousie présentent une vingtaine d'installations de ce type. Par ailleurs, les données de la Commission Européenne ont comptabilisé un total de 1513 décharges illégales. Ainsi, l'Espagne est le pays de l'Union européenne qui compte la plus grande quantité de rejets de résidus avec un total de douze millions de tonnes sur l'année 2017,. Dans les décharges, les déchets organiques sont ceux qui comportent le plus grand risque environnemental, puisqu'en se décomposant ils libèrent du méthane et d'autres gaz qui contribuent à l'effet de serre. De plus, lorsque la pluie entraîne des substances produites dans ces espaces, cela contamine les eaux souterraines et les terrains environnants. De la même manière, on a observé que cela modifie le processus de migration des oiseaux, qui au lieu de se déplacer vers le sud choisissent de demeurer dans les décharges, où ils peuvent compter sur une abondance de ressources. Ceci induit l'ingestion par les animaux d'autres matières comme des plastiques, caoutchoucs ou nourritures en mauvais état. Alors que les mouettes se concentrent dans les dépotoirs du littoral, dans le centre du pays on peut y voir des cigognes blanches, comme c'est le cas de la décharge de Valdemingómez dans la Communauté de Madrid — où on a pu en observer jusqu'à sept cents exemplaires simultanément.

### Pollution atmosphérique
Lors de l'année 2019, les émissions brutes de dioxyde de carbone ont atteint 313,5 millions de tonnes, ce qui a supposé une baisse de 6,2% par rapport à l'année précédente. Le plus grand responsable de l'émission de gaz à effet de serre est le secteur du transport, avec 29% du total en 2019, dont plus de 95% émane du transport routier,. Il était suivi par l'industrie (20,6%), la production d'électricité (13,5%), l'agriculture et l'élevage (12,5%), les secteurs résidentiel, commercial et institutionnel (8,8%) et les résidus (4,3%). Les gaz polluants les plus communs sont le dioxyde de carbone, le méthane et le protoxyde d'azote. En 2020 les données ont montré que Madrid dépassait les niveaux maximaux de dioxyde d'azote, gaz lié au trafic routier. En ce qui concerne les matières en particules, leur présence est importante dans les zones industrielles et portuaires, et elles abondent dans les régions des Asturies, en Catalogne, à Murcie ou dans les Îles Canaries. En ce qui concerne le dioxyde de soufre, sa quantité a été réduite à la suite de la fermeture progressive de centrales électriques au charbon.
La pollution et la mauvaise qualité de l'air causent environ 30000 décès par an en Espagne, selon des données de 2020. Bien que dans la décennie 2010 l'usage des combustibles fossiles ait été réduit de 13% et la consommation d'électricité de 5%, ces changements sont dûs «davantage à des raisons conjoncturelles, comme la crise économique et la pandémie, qu'à des mesures planifiées». Un autre effet environnemental de la pollution atmosphérique concerne la végétation et les écosystèmes, 210.500km² du territoire national (41.6%) y étant exposés. La pluie acide et le dépôt de polluants dans les rivières et les mers en sont les principales conséquences.

### Pollution de l'eau

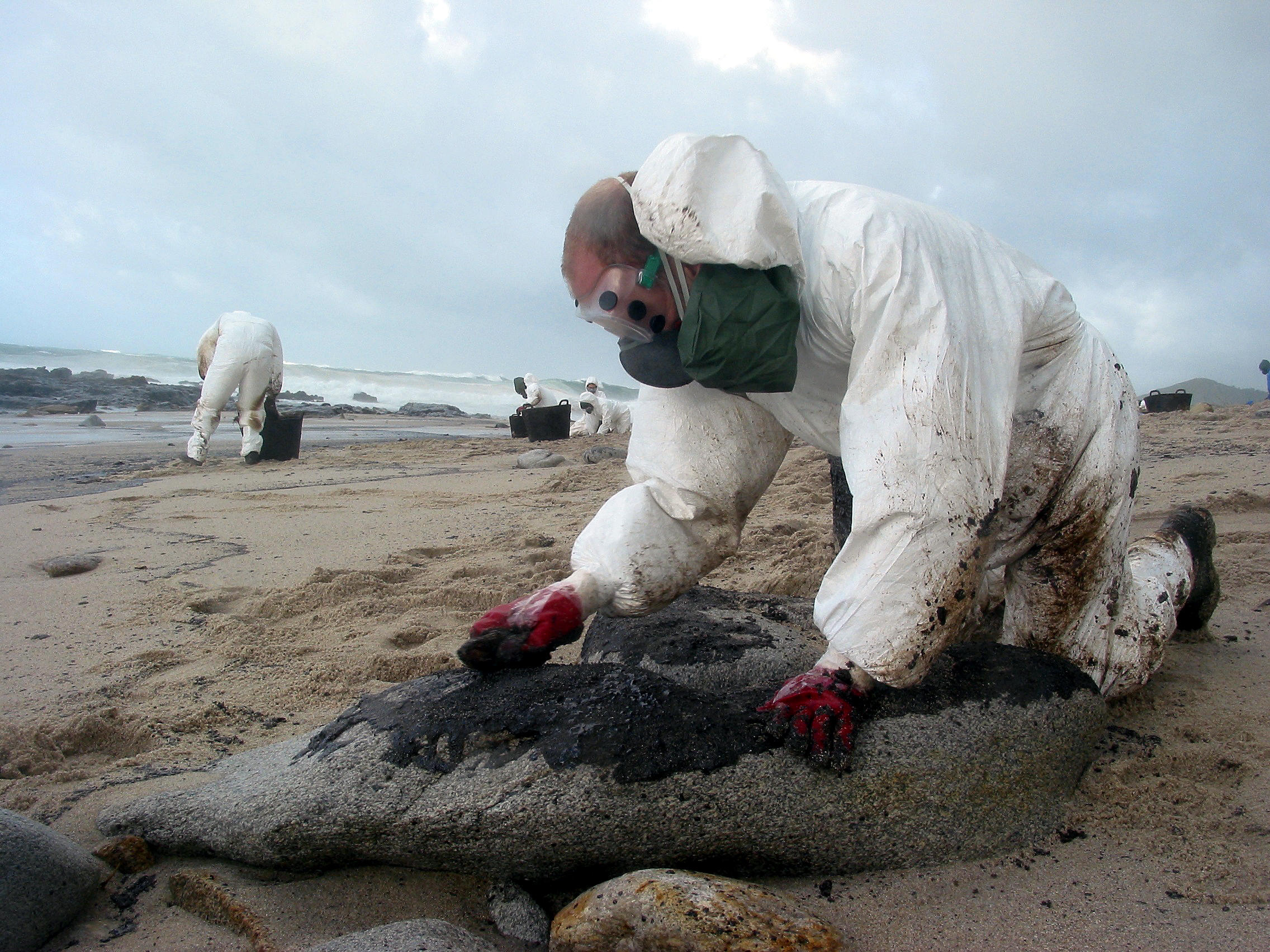
Volontaires nettoyant la côte galicienne de fioul en 2004 après le naufrage du Prestige.

Les eaux souterraines du pays sont contaminées principalement par les rejets urbains, l'activité industrielle, les fertilisants du sol originaires de l'agriculture intensive et les déjections du bétail. Ces processus se traduisent par la présence de nitrate dans l'eau, qui peut occasionner des problèmes de santé en quantités élevées, tandis que les réseaux d'assainissement provoquent la pollution par l'ammonium. En ce qui concerne les rivières, 60% ont une eau de basse qualité, en grande partie en raison d'engrais qui y aboutissent par ruissellement et en raison de substances chimiques rejetées par l'industrie. On considère que le Jucar, dans la Communauté de Valence, est le cours d'eau le plus contaminé de l'Espagne par la quantité de pesticides toxiques et de dépositions d'eaux fécales. Un autre cas est celui du Minho, en Galice, affecté dans une grande mesure par les pesticides, détritus et rejets industriels. Une situation similaire est observée dans le Mar Menor, où en 2021 ont été trouvées quatre tonnes de poissons et crustacés morts en raison de l'anoxie par pollution venant de l'agriculture,.
L'exploitation de l'eau en excès diminue sa qualité et sa disponibilité; dans le cas des dépôts souterrains, l'extraction supérieure à la capacité de recharge diminue les niveaux phréatiques, ce qui à son tour augmente la salinisation dans les zones côtières, abîme les ressources et endommage les écosystèmes tels que les zones humides. Les bassins hydrographiques les plus surexploités se trouvent dans le tiers méridional de la péninsule et dans les archipels canarien et baléar, lieux de moindres précipitations et dépôts hydriques.

### Pollution du sol
La dégradation du sol est causée en grande partie par l'activité industrielle, que ce soit par les résidus ou des dépôts accidentels, qui génère des métaux lourds — qui ne se dégradent pas et persistent dans la terre —, des hydrocarbures et des huiles minérales. Les facteurs principaux qui menacent les écosystèmes sont l'érosion, la salinisation, la perte de biodiversité et la pollution. En Espagne, la responsabilité de déterminer et de déclarer les sols affectés par la présence de substances chimiques nuisibles d'origine humaine incombe aux différentes communautés autonomes. Pour déterminer la pollution d'une terre on prend en compte la concentration de substances nocives, l'exposition à celles-ci par différentes voies et leur toxicité. Ces zones se trouvent surtout dans les régions industrielles et minières: le Pays Basque, les Asturies, la Communauté de Madrid, les rias galiciennes et les zones levantines. Dans les chaînes de montagnes et les régions comme l'Aragon, Castille-et-Léon et les Baléares on observe en revanche des niveaux plus bas en général,.

## Augmentation de la consommation énergétique
La consommation énergétique des foyers espagnols, depuis la décennie 1990 et jusqu'au début de la suivante, a évolué plus vite que la croissance de la population, à une vitesse jusqu'à trois fois supérieure; la cause de cet accroissement est essentiellement l'augmentation de l'équipement domestique. Ainsi, la consommation, de 129.219 gigawatt/heure en 1990, est montée à 241.631GWh en 2005. La période de plus grande dépense a été 2008, avec 281.051GWh, année qui a aussi enregistré la plus grande production électrique, avec 295.894GWh. En 2017, 36,3% de la production provenait de sources d'énergie renouvelables, en croissance de 23,7% par rapport à 2008. Les régions qui ont consommé le plus d'énergie en 2019 ont été la Catalogne, l'Andalousie et la Communauté de Madrid, avec 18%, 15% et 11% respectivement. Les deux zones qui en ont également produit le plus ont été la Catalogne et l'Andalousie (17% et 15%), suivies de Castille-et-Léon avec 10%; ce dernier territoire est le plus gros producteur d'énergie éolienne, avec laquelle il couvre 80% de sa demande.
Malgré l'augmentation de la demande, la production électrique espagnole s'est traduite par 35,96 millions de tonnes d'émissions en 2021, chiffre légèrement inférieur aux 36,13 de l'année précédente. Entre 2017 et 2021, la production de dioxyde de carbone de la part du système électrique a diminué de 52%. L'augmentation de l'usage de l'énergie éolienne (qui a produit 60.480GWh) et solaire — qui est passée de 9.252GWh en 2019 à 20.890 en 2021— sont les principaux facteurs qui ont influencé la réduction des émissions.

## Désertification

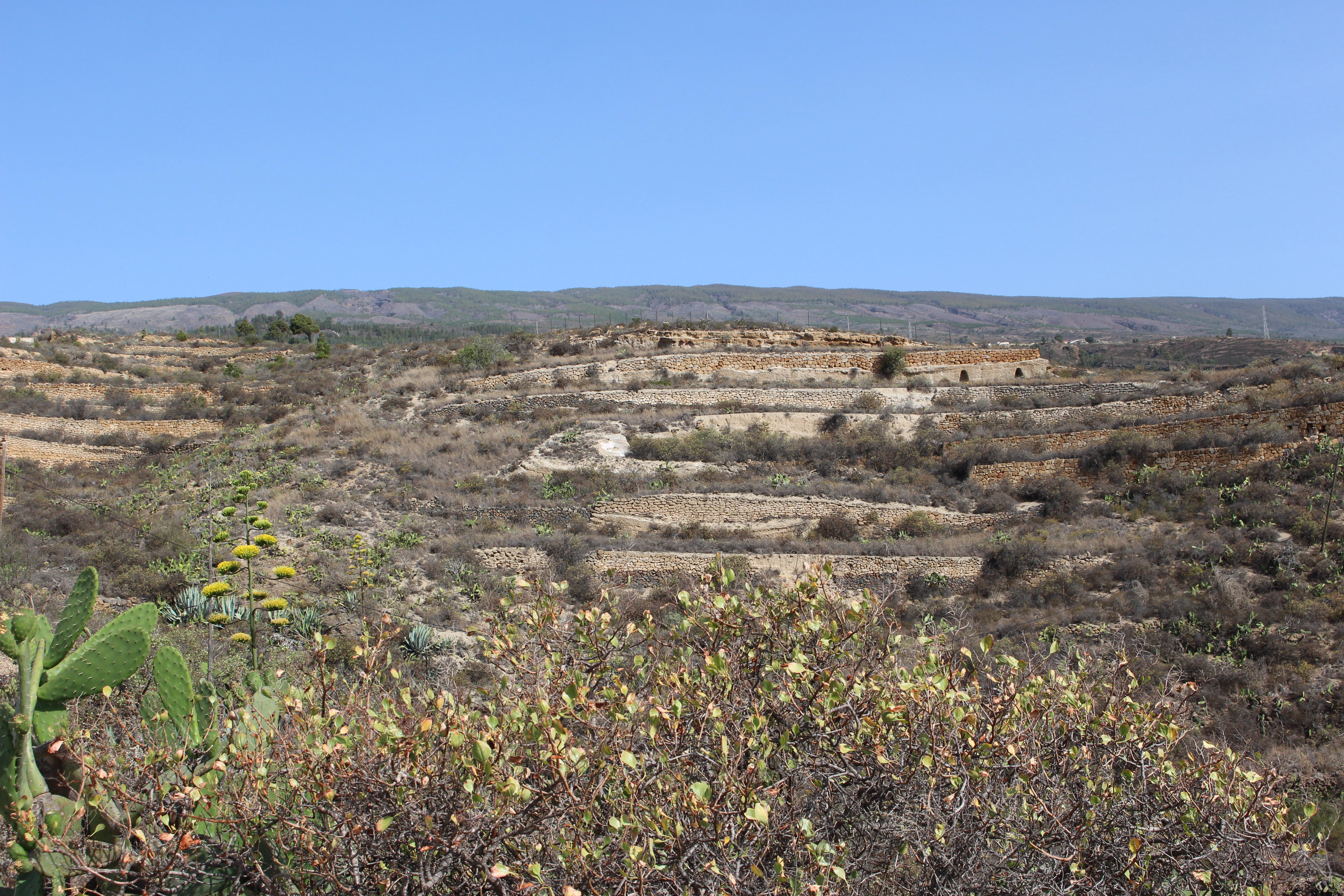
Paysage désertique sur l'île de Tenerife.

La désertification est le processus par lequel un terrain qui ne présente pas le climat, la végétation et les sols propres du désert se transforme jusqu'à les avoir à cause de l'activité humaine. Selon des données de 2022, 74% du territoire national court le risque de subir ce phénomène, dont 11% avec un risque élevé. Les zones les plus concernées sont les zones arides, semi-arides ou ayant une longue saison sèche; d'après le Ministère de l'Environnement, les régions les plus affectées appartiennent au littoral méditerranéen et aux îles Canaries, outre la Submeseta Sud (partie sud du plateau central, au sud du Système Central) et la vallée de l'Èbre. D'autres facteurs de risque sont les sols pauvres ayant tendance à l'érosion, le relief irrégulier, la perte de la couverture forestière à cause des incendies, la surexploitation des ressources hydriques et la concentration de l'activité économique dans les zones côtières.
Les scénarios les plus répandus de ce processus en Espagne sont les cultures ligneuses (oliviers, arbres fruitiers et vigne), qui présentent une érosion hydrique ou les cultures herbacées, en aridoculture, sur des pentes. Le sur-pâturage et l'exploitation inappropriée des aquifères sont aussi des facteurs d'érosion du sol. En ce qui concerne le milieu forestier, plus de deux millions d'hectares de garrigues, qui procèdent de la dégradation d'une végétation de plus grande complexité écologique, sont affectés par l'érosion hydrique.

## Perte de la diversité

### Déforestation et incendies forestiers

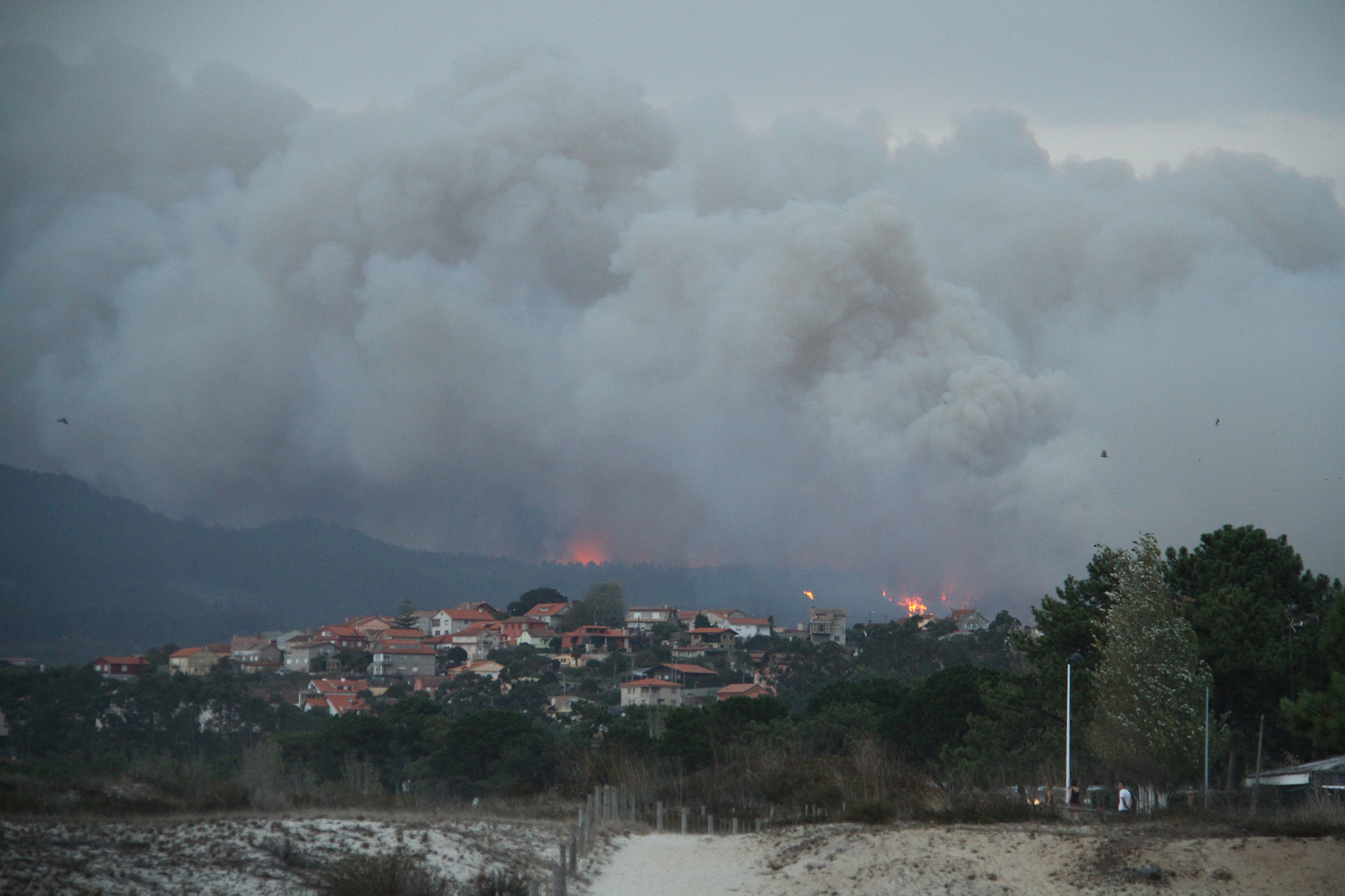
Incendie forestier de 2017 à Nigrán (Galice).

Dans le pays, le premier facteur de déforestation est la construction et l'expansion des zones urbaines, qui suit les courants économiques et démographiques. Ainsi, avec le dépeuplement des zones rurales, les habitants des villes augmentent, et en conséquence les noyaux urbains doivent se développer au détriment des bois. Un facteur naturel de la diminution de la couverture forestière est la sécheresse, qui pourrait finir par aboutir à la désertification. Malgré tout, l'Espagne a vu une augmentation de 33,6% de la surface forestière depuis 1990,.
Bien qu'il y ait des incendies forestiers causés par des négligences humaines, la plupart sont provoqués par une action naturelle dans des bois secs et négligés. En 2018, 25.165 hectares ont souffert d'incendies, ce qui a représenté le point le plus bas du siècle jusqu'à maintenant. La plupart des feux ne s'étendent pas sur plus d'un hectare: des statistiques de la même année reflètent que 72% des 7.143 sinistres enregistrés n'ont pas dépassé cette surface. La zone la plus affectée de l'Espagne est le nord-ouest, qui subit 45,1% des incendies,.

### Espèces menacées

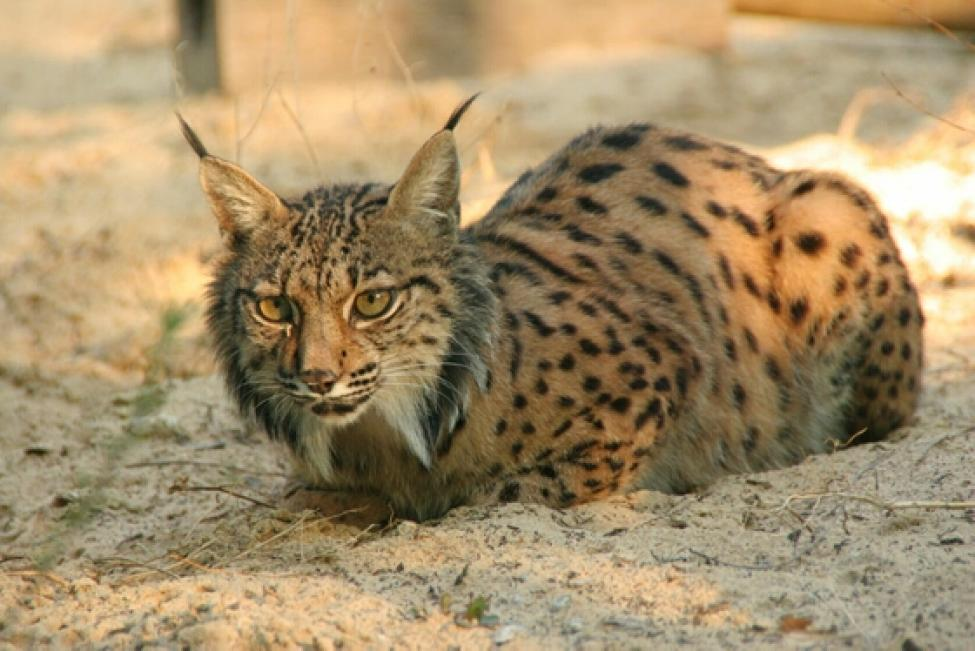
Le lynx ibérique est l'espèce la plus menacée des quatre du genre Lynx, en raison de la perte de son habitat, la pénurie de proies, les collisions et la chasse illégale. Depuis le début du XXI sa situation s'est améliorée, sa population étant passée de 94 exemplaires en 2003 à plus de 400 en 2015. En conséquence, son état de conservation est passé de «en danger critique» à «en danger» dans la Liste Rouge de l'UICN.

L'article 56 de la Loi 42/2007 crée le Listage d'Espèces Sylvestres en Régime de Protection Spéciale, qui liste les espèces et les populations qui requièrent une protection spéciale. Ce listage est complété par le Catalogue Espagnol d'Espèces Menacées — décrit par le Ministère pour la Transition Écologique et le Défi Démographique —, qui classe la flore et la faune selon deux catégories: «vulnérable» et «en danger d'extinction». La première décrit les espèces qui risquent de passer au  danger d'extinction à court terme si les conditions de leur situation actuelle se poursuivent. La deuxième catégorie comprend les populations ayant une faible probabilité de survie dans le cas où continuent les facteurs qui leur nuisent. En 2021, 973 espèces ont été cataloguées dans le listage, parmi lesquelles 139 appartiennent au domaine «vulnérable» et 204 à «en danger d'extinction».
Parmi les mammifères menacés il faut citer le lynx ibérique, dont la population a été réduite par la destruction de son habitat, le manque de proies ou la chasse illégale. L'ours brun européen, qui habite les Pyrénées et la cordillera Cantabrique, ne présente plus que deux cents exemplaires en Espagne, victime de la chasse, l'ingestion d'appâts empoisonnés ou la construction de pistes de ski ou de routes, qui réduisent la couverture forestière. Le loup ibérique, dont environ deux mille ont disparu, a été décimé par les autorités pendant la décennie 1970 parce qu'il nuisait aux troupeaux. Dans le milieu marin, le phoque moine de Méditerranée n'est plus visible sur les côtes espagnoles en grande partie à cause de la surpêche et des dommages causés à son habitat. En ce qui concerne les oiseaux, il ne reste que trois cents individus du gypaète dans les Pyrénées — à cause de l'électrocution par les fils électriques ou la destruction de son environnement, entre autres facteurs — et environ quatre cents paires de l'aigle ibérique — en partie à cause de la chasse et la perte des lapins, sa proie habituelle —, ce qui représente une amélioration par rapport aux cinquante que l'on trouvait dans les années 1960. En ce qui concerne les reptiles il faut mentionner la situation de la tortue méditerranéenne — menacée par sa capture, les pesticides et les incendies— ou du lézard géant del Hierro, espèce endémique des îles Canaries, puisqu'il n'en reste que deux cents exemplaires pour cause de chasse et capture illégale.

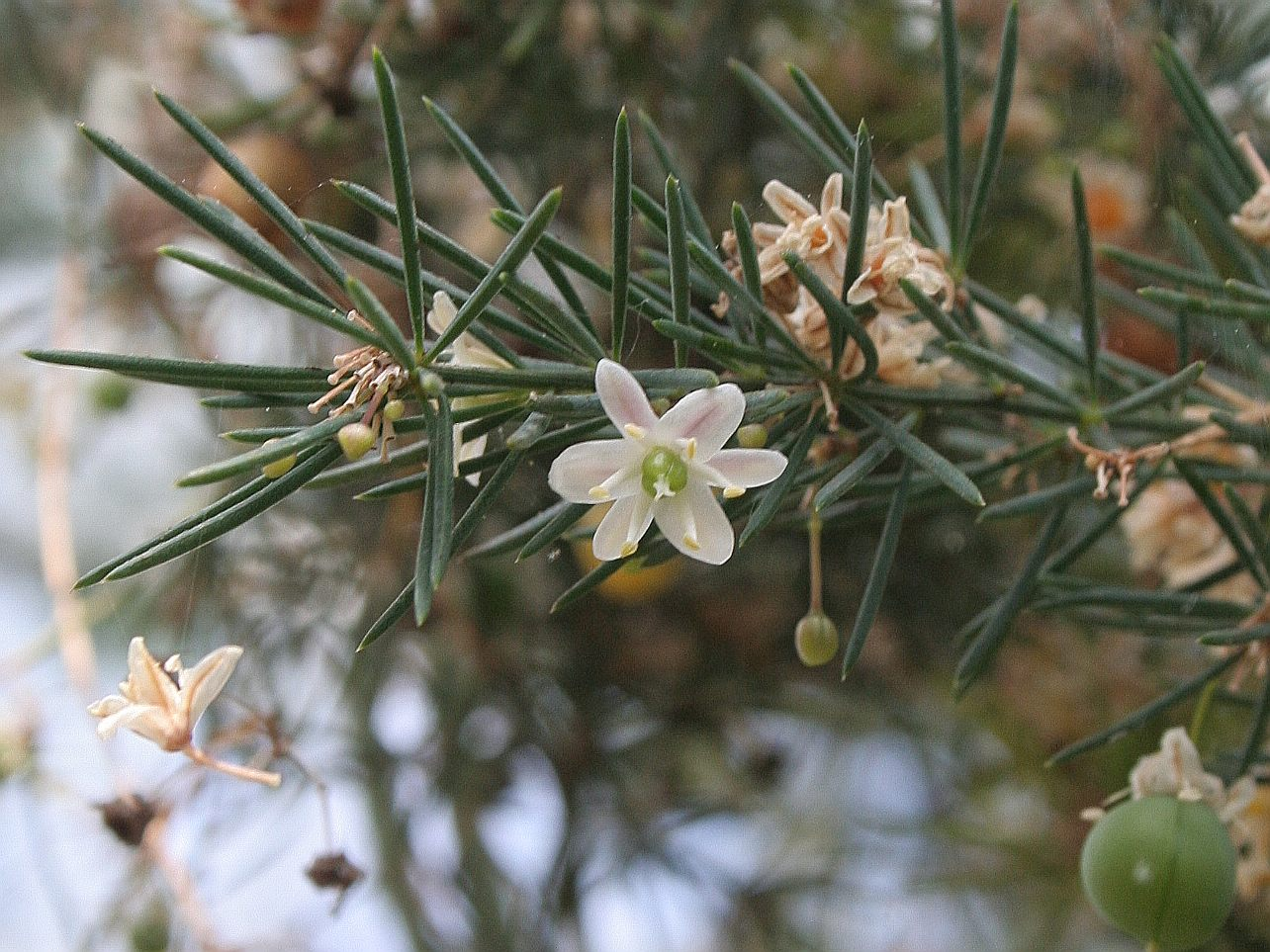
Exemplaire de esparraguera de montagne (Asparagus fallax), dont l'espèce est vulnérable en raison du pâturage et de la déforestation.

En ce qui concerne la flore espagnole, 351 espèces ont été cataloguées dans le Listage d'Espèces Sylvestres en Régime de Protection Spéciale, espèces mises en danger tant par des causes anthropogènes que naturelles. Parmi elles figure la zamárraga (Erigeron frigidus), plante herbacée aux fleurs violettes endémique de Sierra Nevada qui pousse à 3500 mètres au-dessus du niveau de la mer, avec 130 exemplaires mûrs menacés par les sécheresses, la prédation par les bouquetins ibériques ou la cueillette non autorisée par les touristes. D'autres taxons sont dans une situation semblable: les Rupicapnos africana et des espèces propres aux îles Canaries comme le Rhaponticum canariense, la esparraguera de montagne (Asparagus fallax) ou la crambe feuillei, qui sont victimes de la taille, la construction de chemins ou la cueillette.

### Espèces exotiques invasives

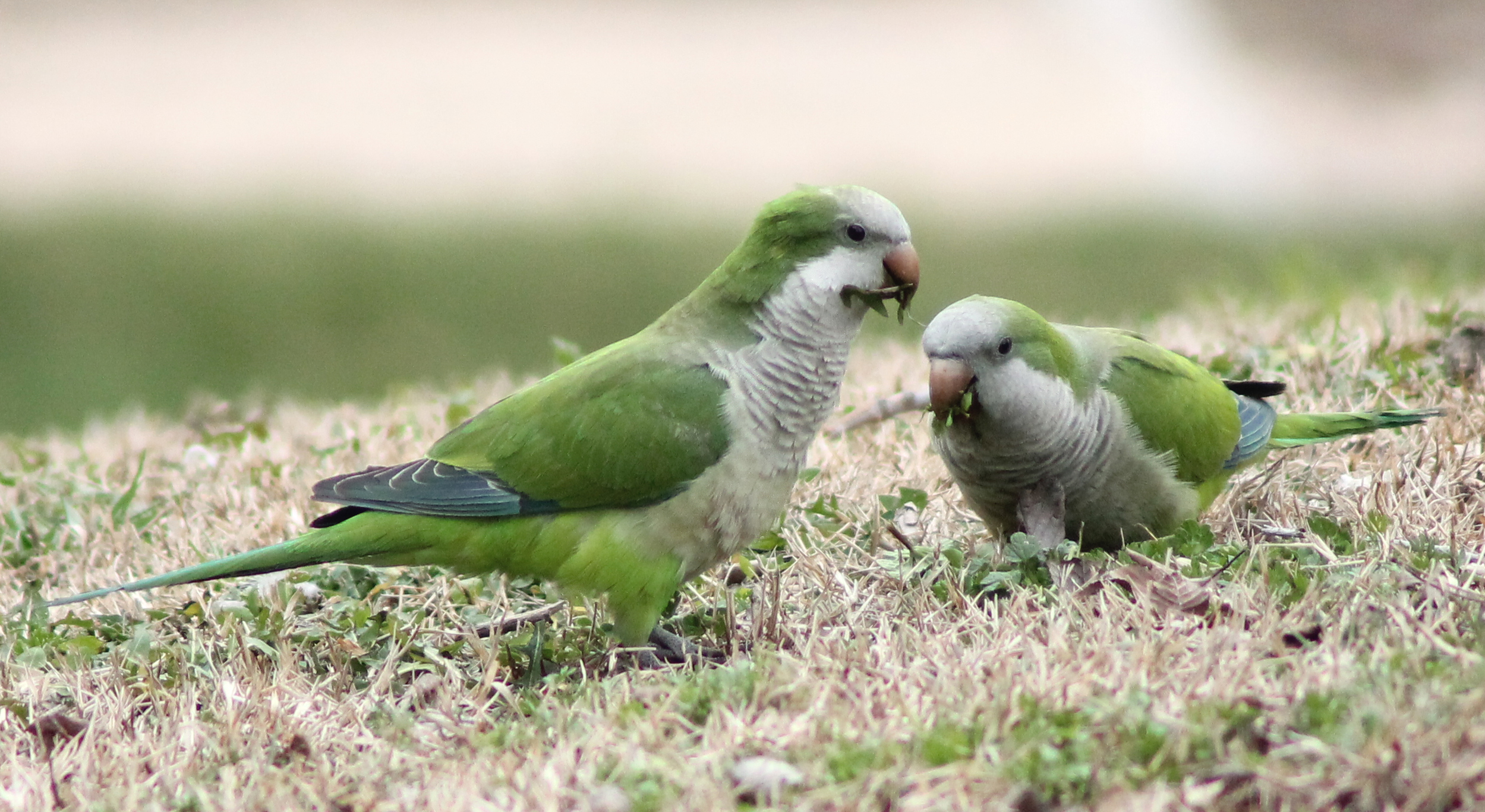
Deux exemplaires de perruche argentine à Madrid.

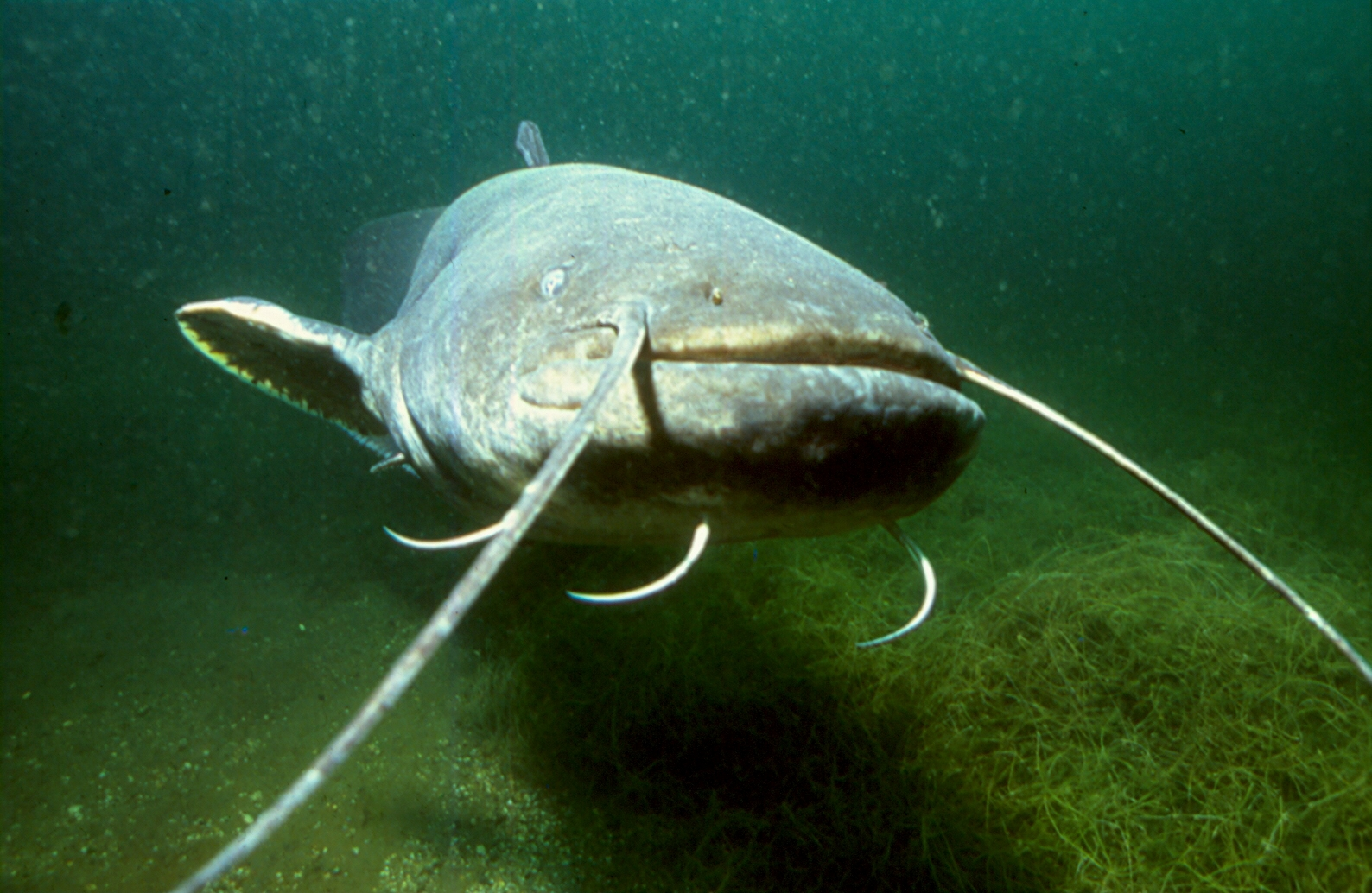
Le silure est une espèce invasive qui a été introduite dans le bassin de l'Èbre et le bassin du Guadalquivir pour la pêche sportive.

D'après la Loi 42/2007 du 13 décembre, du Patrimoine Naturel et de la Biodiversité, une espèce exotique invasive est définie comme «celle qui s'introduit ou s'établit dans un écosystème ou habitat naturel ou semi-naturel et qui est un agent de changement et menace pour la diversité biologique native, que ce soit par son comportement invasif, ou par le risque de pollution génétique». Dans son article 64, la loi établit le Catalogue Espagnol d'Espèces Exotiques Invasives, qui en 2022 comprenait 205 espèces de champignons, algues et variétés de flore et faune. Ces taxons non autochtones introduits aussi bien de façon accidentelle qu'intentionnelle représentent la deuxième menace majeure pour la biodiversité en Europe et en Espagne: les espèces natives, qui n'ont pas évolué en contact avec les étrangères, présentent un certain niveau de désavantage qui aboutit à leur déplacement ou à leur extinction.
Parfois l'arrivée de nouvelles espèces sur le territoire est la conséquence de leur accueil comme animal domestique. C'est le cas de la tortue de Floride, qui par son agressivité et sa taille menace les espèces locales, l'émyde lépreuse ou le cistude. La grenouille taureau, originaire d'Amérique du Nord, représente une situation similaire, puisqu'elle a été introduite pour sa consommation et en aquariophilie. Chez les oiseaux, la perriche veuve et la perruche à collier comptent environ 20.000 exemplaires en Espagne — ce qui en fait le second pays pour la population de ces espèces invasives — et supposent un risque tant pour l'agriculture que pour les taxons locaux, comme la grande noctule. En ce qui concerne les mammifères on connaît des exemples comme le raton et le vison d'Amérique: le premier est un transmetteur potentiel du virus de la rage, tandis que le deuxième — élevé en captivité pour l'industrie de la fourrure — est en train de déplacer le vison d'Europe. Quelques espèces aquatiques comme le silure ont été introduites pour la pêche récréative, ainsi que des poissons tels la gambusia avec l'objectif de réduire la quantité de moustiques, mais en conséquence ils ont augmenté l'eutrophisation. Quant aux insectes invasifs, le frelon asiatique, arrivé sur le continent en 2004, a un impact sur les abeilles autochtones et sur l'apiculture. Le Catalogue comprend aussi des populations végétales comme la jacinthe d'eau, qui est considérée comme la plante fluviale la plus dangereuse en milieu global, car elle est capable de coloniser n'importe quel écosystème aquatique.

## Changement climatique
Le changement climatique est un processus qui a provoqué l'augmentation de la température globale d'un degré depuis le XXe siècle. Ses effets peuvent s'observer dans le pays, avec des précipitations plus irrégulières, des sécheresses plus intenses et des températures moyennes plus élevées: selon l'Agence d'État de Météorologie, 2021 a été la huitième année la plus chaude en Espagne. Depuis la deuxième moitié du XXe siècle le débit des principaux cours d'eau a diminué, avec une tendance à la baisse au printemps et en hiver, ce que l'on peut associer au changement des modèles saisonniers. L'augmentation des températures augmente aussi le risque de désertification, alors que les pluies instables accroissent l'érosion du sol, surtout dans les zones méditerranéennes. Le changement climatique a aussi induit un changement dans les périodes de permanence des feuilles des plantes décidues, ainsi que sur la floraison et la fructification de diverses espèces. De même, les conifères ont vu augmentée la quantité d'infestations et de maladies. Le processus climatique a aussi altéré les écosystèmes marins, où ont diminué les populations d'animaux et de végétaux, alors que les espèces invasives ont gagné du terrain et des changements phénologiques se sont produits. Sur les côtes, le niveau de la mer s'est élevé, et des augmentations de la houle et de la température de l'eau ont été enregistrées,.